# Richard Kuuia Baawobr
Richard Kuuia Baawobr M. Afr. (Ghána, 1959. június 21. – 2022. november 27.) ghánai katolikus szerzetespap, a Wai egyházmegye bíboros püspöke.

## Élete
A tamalei egyházmegyei szeminárium filozófiai tanulmányait követően 1981-ben csatlakozott az A Fehér Atyák rendjéhez, Svájcban végezte a noviciátust, majd Angliában tanult. 1987-ben pappá szentelték. Ezt követően licenciátust kapott a Szentírásból. és teológiából doktorált. 2010-2016 között szerzetesrendjének elöljárója volt. Ferenc pápa 2016-ban Wa püspökévé nevezte ki.

## Bíborossá emelése
2022. május 29-én, vasárnap Ferenc pápa bejelentette: a  2022. augusztus 27-én tartandó konzisztóriumon 21 új bíborost kreál, köztük  Monsignor Baawobrát is. A konzisztóriumon megtörtént bíborossá emelése, de Baawobr bíboros egészségügyi okok miatt nem tudott jelen lenni. Címtemplomul a római Lourdes-i Szeplőtelen Szűz Mária-templomot kapta.

## Fordítás
- Ez a szócikk részben vagy egészben  a   Richard Baawobr című cseh Wikipédia-szócikk ezen változatának fordításán alapul.  Az eredeti cikk szerkesztőit annak laptörténete sorolja fel. Ez a jelzés csupán a megfogalmazás eredetét és a szerzői jogokat jelzi, nem szolgál a cikkben szereplő információk forrásmegjelöléseként.